# Tecnología de materiales
La tecnología de materiales es el estudio y práctica de técnicas de análisis, estudios de física y desarrollo de materiales. También es la disciplina de la ingeniería que trata sobre los procesos industriales que proporcionan las piezas que componen las máquinas y objetos diversos, a partir de las materias primas.

## Propiedades de los materiales
Estas propiedades se ponen de manifiesto ante estímulos como la electricidad, la luz, el calor o la aplicación de fuerzas a un material.
Describen características como elasticidad, conductividad eléctrica o térmica, magnetismo o comportamiento óptico, vale saber que, por lo general, no se alteran por otras fuerzas que actúan sobre el material.

### Propiedades mecánicas
Las propiedades mecánicas son aquellas propiedades de los sólidos que se manifiestan cuando aplicamos una fuerza. Las propiedades mecánicas de los materiales se refieren a la capacidad de los mismos de resistir acciones de cargas: las cargas o fuerzas actúan momentáneamente, tienen carácter de choque.
- Cíclicas o de signo variable: las cargas varían por valor, por sentido o por ambos simultáneamente.

Las propiedades mecánicas principales son: dureza, resistencia, elasticidad, plasticidad y resiliencia, aunque también podrían considerarse entre estas a la fatiga y la fluencia (creep).
- Cohesión: Resistencia de los átomos a separarse unos de otros.
- Plasticidad: Capacidad de un material a deformarse ante la acción de una carga, permaneciendo la deformación al retirarse la misma. Es decir es una deformación permanente e irreversible.
- Dureza: es la resistencia de un cuerpo a ser rayado por otro. Opuesta a duro es blando. El diamante es duro porque es difícil de rayar. Es la capacidad de oponer resistencia a la deformación superficial por uno más duro.
- Resistencia: se refiere a la forma que presentan los materiales para soportar las diversas fuerzas. Es la oposición al cambio de forma y a la separación, es decir a la destrucción por acción de fuerzas o cargas.
- Ductilidad: se refiere a la propiedad que presentan los materiales de deformarse sin romperse obteniendo hilos.
- Maleabilidad: se refiere a la propiedad que presentan los materiales de deformarse sin romperse obteniendo láminas.
- Elasticidad: se refiere a la propiedad que presentan los materiales de volver a su estado inicial cuando se aplica una fuerza sobre él. La deformación recibida ante la acción de una fuerza o carga no es permanente, volviendo el material a su forma original al retirarse la carga.
- Higroscopicidad: se refiere a la propiedad de absorber o exhalar el agua.
- Hendibilidad: es la propiedad de partirse en el sentido de las fibras o láminas (si tiene).
- Resiliencia:es la capacidad de oponer resistencia a la destrucción por carga dinámica.

### Propiedades ópticas
- Opacos: no dejan pasar la luz.
- Transparentes: dejan pasar la luz.
- Traslúcidos: dejan pasar parte de la luz.

### Propiedades acústicas
Materiales transmisores o aislantes del sonido.

### Propiedades eléctricas
Materiales conductores o dieléctricos. Sus propiedades se dividen en:
- Resistencia (p) : Es la medida de oposición de un material al paso de corriente eléctrica. Se mide según la cantidad de ohmios (Ω) que posee una porción de 1 cm² por unidad de longitud. Siendo: p: Ω . cm² / cm = Ω .cm
- Conductividad eléctrica (σ) : Es la propiedad totalmente opuesta a la resistencia, ya que esta mide la capacidad del paso de corriente eléctrica sin ninguna oposición, su valor es 1/p = 1 / Ω . cm

### Propiedades térmicas
Materiales conductores o aislantes térmicos.
Las propiedades térmicas determinan el comportamiento de los materiales frente al calor o temperatura ambiente.
- Conductividad térmica: es la propiedad de los materiales de transmitir el calor y produciéndose, lógicamente, una sensación de frío al tocarlos. Un material puede ser buen conductor térmico o malo.
- Fusibilidad: facilidad con que un material puede fundirse.
- Soldabilidad: facilidad de un material para poder soldarse consigo mismo o con otro material. Lógicamente los materiales con buena fusibilidad suelen tener buena soldabilidad.
- Punto de fusión: facilidad o resistencia de una sustancia a cambiar de estado sólido a líquido.

### Propiedades magnéticas
Materiales magnéticos. En física se denomina permeabilidad magnética a la capacidad de una sustancia o medio para atraer y hacer pasar a través de sí los campos magnéticos, la cual está dada por la relación entre la intensidad de campo magnético existente y la inducción magnética que aparece en el interior de dicho material.

### Propiedades físicoquímicas
- Resistencia a la corrosión: La corrosión es definida como el deterioro de un material a consecuencia de un ataque electroquímico por su entorno. Siempre que la corrosión esté originada por una reacción electroquímica (oxidación), la velocidad a la que tiene lugar dependerá en alguna medida de la temperatura, la salinidad del fluido en contacto con el metal y las propiedades de los metales en cuestión. Otros materiales no metálicos también sufren corrosión mediante otros mecanismos. La corrosión puede ser mediante una reacción química (oxidorreducción) en la que intervienen dos factores: la pieza manufacturada y/o el ambiente, o por medio de una reacción electroquímica.

Las más conocidas son las alteraciones químicas de los metales a causa del aire, como la herrumbre del hierro y el acero o la formación de pátina verde en el cobre y sus aleaciones (bronce, latón).
Sin embargo, la corrosión es un fenómeno mucho más amplio que afecta a todos los materiales (metales, cerámicas, polímeros, etc.) y todos los ambientes (medios acuosos, atmósfera, alta temperatura, etc.).
Es un problema industrial importante, pues puede causar accidentes (ruptura de una pieza) y, además, representa un costo importante, ya que se calcula que cada pocos segundos se disuelve 5 toneladas de acero en el mundo, procedentes de unos cuantos nanómetros o picómetros, invisibles en cada pieza pero que, multiplicados por la cantidad de acero que existe en el mundo, constituyen una cantidad importante. La corrosión es un campo de las ciencias de materiales que invoca a la vez nociones de química y de física (físico-química).
- Maleabilidad: La maleabilidad es la propiedad de un material blando de adquirir una deformación acuosa mediante una descompresión sin romperse. A diferencia de la ductilidad, que permite la obtención de hilos, la maleabilidad favorece la obtención de delgadas láminas de material.1

El elemento conocido más maleable es el oro, que se puede malear hasta láminas de una diezmilésima de milímetro de espesor. También presentan esta característica otros metales como el platino, la plata, el cobre, el hierro y el aluminio.
- Reducción: Se denomina reacción de reducción-oxidación, de óxido-reducción o, simplemente, reacción redox, a toda reacción química en la que uno o más electrones se transfieren entre los reactivos, provocando un cambio en sus estados de oxidación.1

Para que exista una reacción de reducción-oxidación, en el sistema debe haber un elemento que ceda electrones, y otro que los acepte:
El agente oxidante es el elemento químico que tiende a captar esos electrones, quedando con un estado de oxidación inferior al que tenía, es decir, siendo reducido.2
El agente reductor es aquel elemento químico que suministra electrones de su estructura química al medio, aumentando su estado de oxidación, es decir, siendo oxidado.
Cuando un elemento químico reductor cede electrones al medio, se convierte en un elemento oxidado, y la relación que guarda con su precursor queda establecida mediante lo que se llama un «par redox». Análogamente, se dice que, cuando un elemento químico capta electrones del medio, este se convierte en un elemento reducido, e igualmente forma un par redox con su precursor oxidado.
- Reutilización: Reutilizar es la acción de volver a utilizar los bienes o productos. Así, el aceite puede reutilizarse convertido en biodiésel, para ser utilizado por cualquier vehículo con motor diésel. Cuantos más objetos volvamos a utilizar menos basura produciremos y menos recurso tendremos que gastar. Reciclar se trata de volver a utilizar materiales – como el papel o el vidrio – para fabricar de nuevo productos parecidos – folios, botellas, etc.
- Reciclabilidad: El reciclaje es un proceso fisicoquímico o mecánico o trabajo que consiste en someter a una materia o un producto ya utilizado (basura), a un ciclo de tratamiento total o parcial para obtener una materia prima o un nuevo producto. También se podría definir como la obtención de materias primas a partir de desechos, introduciéndolos de nuevo en el ciclo de vida y se produce ante la perspectiva del agotamiento de recursos naturales, macroeconómico y para eliminar de forma eficaz los desechos de los humanos que no necesitamos.
- Colabilidad: La colabilidad de un metal fundido depende de su fluidez la cual le permite penetrar todas las cavidades de un molde y llenarlo en su totalidad; produciendo de esta forma una pieza completa y sana.
- Conformabilidad: Facilidad relativa por la que diversas aleaciones pueden deformarse por laminación, extrusión, estirado, embutición, forja etc.